# Samuel W. Dana

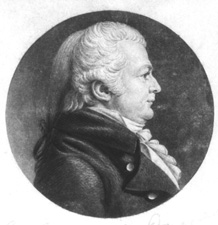
Samuel W. Dana

Samuel Wittlesey Dana (* 13. Februar 1760 in Wallingford, Colony of Connecticut; † 21. Juli 1830) war ein US-amerikanischer Politiker (Föderalistische Partei), der den Bundesstaat Connecticut in beiden Kammern des Kongresses vertrat.
Samuel Dana schloss seine akademische Ausbildung 1775 ab, als er vom Yale College graduierte. Nach erfolgreichem Jura-Studium wurde er 1778 in die Anwaltskammer aufgenommen und begann in Middletown als Jurist zu praktizieren.
Von 1789 bis 1796 gehörte Dana der Staatslegislative von Connecticut an. Im Anschluss daran wurde er ins US-Repräsentantenhaus gewählt, wo er den Platz des zurückgetretenen Uriah Tracy einnahm. Er war vom 3. Januar 1797 bis zum 10. Mai 1810 Mitglied der Kammer; in dieser Zeit stand er dem Wahlausschuss des Repräsentantenhauses vor. Er gehörte überdies zu den Betreibern des Amtsenthebungsverfahrens gegen Senator William Blount aus Tennessee.
Im Jahr 1810 wechselte Dana dann innerhalb des Kongresses in den Senat, wo er mit James Hillhouse erneut auf einen zurückgetretenen Abgeordneten folgte. 1815 wurde er wiedergewählt, sodass er bis zum 3. März 1821 Senator blieb. Auch in der Folge zog er sich nicht aus der Politik zurück und wurde 1822 Bürgermeister von Middletown, was er bis zu seinem Tod blieb. Zudem war er ab 1825 oberster Richter des Gerichtshofs im Middlesex County.